# Aris Velouchiotis

Aris Velouchiotis

Aris Velouchiotis (griechisch Άρης Βελουχιώτης, * 27. August 1905 in Lamia; † 16. Juni 1945; eigentlich Athanasios Klaras, griechisch Αθανάσιος Κλάρας) war eine bekannte Führungspersönlichkeit des kommunistischen Flügels der griechischen Partisanenbewegung im Zweiten Weltkrieg.

## Jugendzeit
Klaras wurde 1905 in Lamia geboren. 1929 wurde er Mitglied der Jugendorganisation der Kommunistischen Partei Griechenlands (KKE). Während der Diktatur von Ioannis Metaxas (1936–1941) wurde er verhaftet und kam in Ägina ins Gefängnis. Er floh jedoch während seines Prozesses und engagierte sich in der inzwischen verbotenen Kommunistischen Partei. 1939 wurde er erneut verhaftet und auf Korfu inhaftiert, bis er eine Stellungnahme unterschrieb, in der er sich von der Kommunistischen Partei distanzierte. Vermutungen zufolge geschah dies im Auftrag des KKE-Führers Nikolaos Zachariadis.

## Zweiter Weltkrieg
Im Zweiten Weltkrieg kämpfte Klaras als Feldwebel der Artillerie in der griechischen Armee an der albanischen Front (1940–1941) gegen Mussolinis Armee, bis Griechenland im April 1941 durch den Angriff der Wehrmacht zur Kapitulation gezwungen wurde.
Nach dem deutschen Überfall auf die Sowjetunion wurde Klaras, der sich schon länger für die Aufnahme des Partisanenkriegs gegen die Besatzer aussprach, von der Kommunistischen Partei nach Zentralgriechenland geschickt. Dort prüfte er die Voraussetzungen für einen Guerillakrieg gegen die Deutschen und wurde anschließend von der Parteiführung im Januar 1942 in die Berge kommandiert, wo er mit dem Aufbau der Partisanenstreitkräfte begann. Als am 7. Juni 1942 zum ersten Mal Partisanen unter seiner Führung im Dorf Domnista (Evritania) in Zentralgriechenland in Aktion traten, hatte er bereits das Pseudonym Aris Velouchiotis angenommen. Ab diesem Zeitpunkt wurde er in der ELAS (ΕΛΑΣ, Ελληνικός Λαϊκός Απελευθερωτικός Στρατός, „Nationale Volksbefreiungsarmee“), die er später mit dem Linksliberalen Stefanos Sarafis anführte, auch immer bekannter. In den Bergen war Aris Velouchiotis weitgehend unabhängig von den Beschlüssen der Parteiführung. Da er sie nebenbei durch die Rekrutierung der ersten Partisanen aus marodierenden Banditengruppen auch von der Belastung der ständigen Überfälle befreite, wurde er zum „ungekrönten König der Berge“.
Eine der wichtigsten Operationen der Widerstandsbewegung, der Velouchiotis und seine Gesinnungsgenossen angehörten, war die in Kooperation mit der damals noch sozialistischen EDES unter Napoleon Zervas, Nikolaos Plastiras und Komninos Pyromaglou und britischen Spezialeinheiten durchgeführte Sprengung der Gorgopotamos-Brücke südlich von Lamia im November 1942. Der Erfolg der Aktion behinderte unter anderem für mehrere Tage den Nachschub der deutschen Truppen in Nordafrika, hatte aber als Symbol für die Möglichkeit des Widerstands gegen die vermeintlich übermächtige Besatzung höhere Bedeutung.
Dieses Ereignis markierte gleichzeitig das Ende der Kooperation zwischen der sozialistischen und kommunistischen ELAS und der EDES, die durch den Machtzuwachs von Zervas und den Machtverlust von Plastiras und Pyromaglou langsam von einer linksgerichteten zu einer konservativen, königstreuen Organisation wurde.

## Das Ende
Im Oktober des Jahres 1944 zogen die Deutschen aus Griechenland ab und überließen das Land dem Einfluss des griechischen linken Widerstands. Die Einigung der ELAS und ihrer Überorganisation EAM mit der zurückgekehrten Exilregierung unter Georgios Papandreou in Varkiza wurde von Velouchiotis scharf als Verrat kritisiert. Daraufhin schloss die Kommunistische Partei ihn als angeblichen Trotzkisten und Verräter aus der Partei aus.
Velouchiotis kehrte in die zentralgriechischen Berge zurück, um den Widerstand gegen die eingesetzte Regierung und die britischen Quasi-Besatzungstruppen zu organisieren. Obwohl die meisten seiner Verbündeten ihn verlassen hatten, setzte er den Partisanenkampf fort, bis er im Juni 1945 in einem Scharmützel mit regierungstreuen Paramilitärs zusammen mit seinem Adjutanten Iavellas fiel. Ob er in der Schlacht getötet wurde oder Selbstmord beging, ist immer noch ein umstrittenes Thema. Sein Kopf wurde abgeschnitten und der Öffentlichkeit auf dem Platz der Stadt Trikala zur Schau gestellt.

## Deutungen
Die Betrachtung der Person von Klaras bzw. Velouchiotis steht auch heute noch ganz im Zeichen der politischen Landschaft Griechenlands. Von den Linksradikalen wurde er für seinen Widerstand gegen die Deutschen und die darauf folgende Installation einer prowestlichen Satellitenregierung ähnlich wie Che Guevara oder Ho Chi Minh in westeuropäischen Ländern zur Symbolfigur erhoben. Als politischer Kommissar und Begründer der ELAS war er die wahrscheinlich wichtigste Figur des gesamten griechischen Widerstands und wird heute von der linksextremen Szene dafür gerühmt, dass er vom streng moskautreuen Kurs der KKE-Führung abwich und in den griechischen Bergen während der Besatzung ein basisdemokratisches und sozialistisches Gemeinwesen aufbaute. Dem gegenüber stehen Beurteilungen, die Aris Velouchiotis Verbrechen vorwerfen, die er gegen Zivilisten begangen haben soll.
Der Athener Schriftsteller Dionysis Charitopoulos veröffentlichte 1996 eine Biographie von Aris Velouchiotis, für die er 20 Jahre recherchierte und die in Griechenland ein Bestseller wurde.